# Noël Soetaert
Noël Soetaert (* 23. November 1949 in Westende (Belgien)) ist ein ehemaliger belgischer Radrennfahrer und nationaler Meister im Radsport.

## Sportliche Laufbahn
Soetaert war als Bahnradsportler aktiv. Er war Teilnehmer der Olympischen Sommerspiele 1972 in München. Im Tandemrennen wurde er mit Manu Snellinx auf dem 5. Platz klassiert.
1970 gewann er die nationale Meisterschaft im Tandemrennen mit Antoine Meirlaen als Partner. 1971 konnten beide ihren Titel verteidigen. 1972 wurde Soetaert mit Manu Snellinx Tandemmeister. Im Sprint wurde er 1969 und 1970 Dritter der Meisterschaft, im 1000-Meter-Zeitfahren kam er 1971 auf den 3. Platz in der belgischen Meisterschaft.